# Félix Solar
Ne doit pas être confondu avec MC Solaar.
Solar Aaron Euryale, dit Félix Solar, né le 11 février 1811 à Castelmoron-sur-Lot et mort le 19 novembre 1870 à Bordeaux, est un homme de presse et un financier français.

## Biographie
Formé à ses débuts par Louis Lurine, il fut d'abord rédacteur au Courrier de Bordeaux où il noua quelques liens avec Mirès. En 1841, il commet un essai, Des événements de Toulouse (Delloye) qui revient sur la révolution de juillet 1830.
Il fonde au mois d'octobre 1845 avec Victor Bohain et Granier de Cassagnac, le quotidien L’Époque, une publication ambitieuse qui cesse de paraître deux ans plus tard, au mois de février 1847, en faisant faillite. Le premier numéro fut tiré à 100 000 exemplaires, un record, et distribué gratuitement. Elle eut jusqu'à 16 000 abonnés et compta comme rédacteurs Paul Féval, Amédée Achard, Charles Monselet, Paul Meurice, Auguste Vacquerie, etc.
Ayant revendu ses parts peu avant la faillite du quotidien, Solar se mit à jouer en Bourse. Il retrouva Jules Mirès qui l'associa à quelques entreprises financières. Il continua néanmoins d'être journaliste, devenant rédacteur en chef du quotidien financier La Patrie (1848), puis plus tard, de La Presse (1859) qu'il rachète à Moïse Polydore Millaud.
Il devint aussi un proche du jeune entrepreneur et dandy Adolphe Gaiffe. Tous deux connurent de graves déboires financiers durant les années 1859-1860, et quand Mirès fut attaqué par la justice, Solar fut condamné le 11 juillet 1861 pour escroquerie et faux à cinq ans de prison et 3 000 francs d'amende, et fut radié de l'ordre de la Légion d'honneur. En 1862, il choisit de s'exiler en Italie afin d'échapper à ses créanciers et à la peine encourue. Il revint à Bordeaux, en 1869, peu avant d'y mourir, totalement oublié.
Bibliophile et collectionneur d'autographes, sa bibliothèque fut dispersée à Paris le 19 novembre 1860 et le 26 février 1861.
Entre 1871 et 1875, sa veuve a fait aménager dans un goût mauresque le château de Castelmoron-sur-Lot, surnommé par la suite « Château Solar » et qui deviendra en 1902 le siège de l'hôtel de ville.